# Володар перснів: Полювання на Голума
«Володар перснів: Полювання на Голума» (англ. The Lord of the Rings: The Hunt for Gollum) — майбутній пригодницький фільм у жанрі епічного фентезі режисера Енді Серкіса, спін-офф «Володаря перснів». Головну роль в ньому зіграє сам Серкіс. Прем'єра картини запланована на 2027 рік.

## Сюжет
Дія фільму відбуватиметься у Середзем'ї — світі, який вигадав Джон Р. Р. Толкін. Головним героєм стане Смеагол/Голум — гобіт, який став жертвою Кільця Всевладдя. Імовірно, сюжет буде приблизно той же, що і в аматорському короткометражному фільмі 2009 року: ельфи і дунедайн намагатимуться зловити Голума. У цьому випадку дія відбуватиметься між подіями, показаними у вступній частині «Братерства персня», і основною частиною кінотрилогії, тобто між днем народження Більбо Торбина та від'їздом Фродо із супутниками із Ширу. У фільмі можуть з'явитися Арагорн, Гендальф, Леголас і Трандуїл.
Генеральний директор Warner Bros. Девід Заслав розповів у травні 2024 року, що у сценарії будуть розроблені нові сюжетні лінії. При цьому один із продюсерів Пітер Джексон запевнив, що картина буде витримана в дусі книг Толкіна.

## У ролях
- Енді Серкіс — Голум (Смеагол)

## Виробництво
У лютому 2023 стало відомо, що Warner Bros. планує створити кілька фільмів з мотивів книг Дж. Р. Р. Толкіна, спінофів «Володаря перснів», і вже уклала відповідну угоду зі спадкоємцями письменника. У травні 2024 року з'явилися новини про роботу над першим із цих фільмів. Режисером проєкту став Енді Серкіс, і він зіграє головного героя — Голума. Виконавчими продюсерами стали Філіпа Бойєнс, Пітер Джексон та його дружина Френ Волш, причому Джексон (режисер оригінальної трилогії) має намір брати активну участь у роботі над спінофом на всіх стадіях. Прем'єра картини запланована на 2026 рік. Сценарій фільму пишуть Бойєнс, Волш, Фібі Гіттінс та Арті Папагеоргіу.
Враховуючи сюжет картини, на екрані можуть з'явитися Вігго Мортенсен, Ієн Мак-Келлен, Лі Пейс та Орландо Блум. Втім, існує ймовірність того, що відповідні ролі отримають молодші актори. У вересні 2024 року Мак-Келлен розповів, що йому запропонували грати Гандальфа в «ще кількох фільмах»; імовірно йдеться в тому числі про «Полювання на Голума».

## Сприйняття
Новини щодо початку роботи над фільмом викликали неоднозначну реакцію. Так, головний редактор сайту «Мир фантастики» Олександр Гагінський написав, що оцінює новий фільм «з великим скепсисом»: він не чекає високої якості від режисера Серкіса та від сценаристів Фібі Гіттінс та Арті Папагеоргіу, не бачить перспектив у сюжеті про Голума. Для Гагінського створення такої картини виглядає як «видування франшизи», «відверта спроба заробити на крихтах авторських прав і ностальгії».